# Yan Zoritchak
Yan Zoritchak (slovaque : Ján Zoričák), né le 13 novembre 1944  à Ždiar, village des Hautes Tatras (Slovaquie), est un verrier et sculpteur d'origine slovaque. Il est installé depuis 1970 en France, à Talloires.

## Biographie

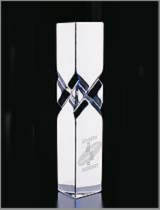
Sculpture nommée "Obélisque", utilisée pour la remise de prix

Ján Zoričák effectue sa scolarité dans une école d'arts décoratifs de Bratislava puis à l'école technique et artistique du verre (Střední uměleckoprůmyslová škola sklářská) de Železný Brod (1959-1963) complétée par des études supérieures à l’École supérieure des arts appliqués de Prague (1963-1969) où il est l'élève de Stanislav Libenský (en). En 1968, il est l'auteur d'une pièce de 50 couronnes tchécoslovaques fondue à l'occasion du 50e anniversaire de la république socialiste tchécoslovaque.
Il est ensuite spécialisé dans la taille du cristal de Bohême.
Il dirige le premier centre de formation consacré à l'art du verre à Aix-en-Provence.
C'est lui qui sculpte les récompenses du Festival d'animation d'Annecy.
Il fut membre du jury au Festival international du film fantastique d'Avoriaz 1993.
Il a été marié à Catherine Montouchet-Zoritchak, également sculptrice de verre.

## Prix et distinctions
- Prix Imro Weiner-Kráľ en 2014 remis solennellement à l'Institut français de Bratislava[4]
- Chevalier de l'ordre des Arts et des Lettres en 1987